# Enzo Trulli
Enzo Trulli (født 15. april 2005 i Pescara) er en italiensk racerkører. Han er 2021 Formel 4 UAE-mester og kører i øjeblikket for Carlin Motorsport i Euroformula Open Championship.
Han er søn af Formel 1-løbsvinderen Jarno Trulli.